# Judo ai XIX Giochi dei piccoli stati d'Europa
Le competizioni di judo ai XIX Giochi dei piccoli stati d'Europa si sono svolte dal 30 maggio al 1 giugno 2023.

## Podi

### Uomini
| Evento         | Oro                      | Argento           | Bronzo             |
| 60 kg          | Petros Christodoulides   | James Zahra       | Manuel Tischhauser |
| 66 kg          | Georgios Balarjishvili   | Emil Sinanović    | Tristan Frei       |
| 66 kg          | Georgios Balarjishvili   | Emil Sinanović    | Tom Schmit         |
| 73 kg          | Kyprianos Andreou        | Cédric Bessi      | Claudio Nunes      |
| 73 kg          | Kyprianos Andreou        | Cédric Bessi      | Panagiotis Shakos  |
| 81 kg          | Nikola Gardasević        | Marc-Elie Gnamien | Odysseas Georgakis |
| 81 kg          | Nikola Gardasević        | Marc-Elie Gnamien | Petros Kesov       |
| 90 kg          | Aristos Michael          | Paolo Persoglia   | Árni Lund          |
| 90 kg          | Aristos Michael          | Paolo Persoglia   | Valerian Ogbaidze  |
| 100 kg         | Georgios Kroussaniotakis | Danilo Pantić     | Isaac Bezzina      |
| 100 kg         | Georgios Kroussaniotakis | Danilo Pantić     | Egill Blöndal      |
| +100 kg        | Giannis Antoniou         | Marvin Gadeau     | Nick Kunnert       |
| +100 kg        | Giannis Antoniou         | Marvin Gadeau     | Karl Stefánsson    |
| Gara a squadre | Cipro                    | Lussemburgo       | Monaco             |
| Gara a squadre | Cipro                    | Lussemburgo       | Montenegro         |

### Donne
| Evento         | Oro              | Argento              | Bronzo                    |
| 48 kg          | Katryna Esposito | Veronika Kalaitsidou | Marina Kyprianou          |
| 52 kg          | Sofia Asvesta    | Yamina Sarah Allag   | Adamantia Christodoulidou |
| 52 kg          | Sofia Asvesta    | Yamina Sarah Allag   | Milana Stevanović         |
| 63 kg          | Rania Drid       | Anetta Mosr          | Diana Dimitriou           |
| 63 kg          | Rania Drid       | Anetta Mosr          | Tamara Gardasević         |
| 70 kg          | Florine Soula    | Ivana Sunjević       | Mareen Hollenstein        |
| 70 kg          | Florine Soula    | Ivana Sunjević       | Jessica Zannoni           |
| Gara a squadre | Montenegro       | Lussemburgo          | Monaco                    |
| Gara a squadre | Montenegro       | Lussemburgo          | Cipro                     |

## Medagliere
| Pos.   | Paese         | Oro | Argento | Bronzo | Totale |
| ------ | ------------- | --- | ------- | ------ | ------ |
| 1      | Cipro         | 8   | 1       | 7      | 17     |
| 2      | Monaco        | 2   | 4       | 2      | 8      |
| 3      | Montenegro    | 2   | 3       | 3      | 8      |
| 4      | Malta         | 1   | 1       | 2      | 4      |
| 5      | Lussemburgo   | 0   | 3       | 3      | 6      |
| 6      | San Marino    | 0   | 1       | 1      | 2      |
| 7      | Islanda       | 0   | 0       | 3      | 3      |
| 7      | Liechtenstein | 0   | 0       | 3      | 3      |
| Totale | Totale        | 13  | 13      | 24     | 50     |